# Warham (Herefordshire)
Pour les articles homonymes, voir Warham.
Warham est une paroisse civile et un village du Herefordshire, en Angleterre.
Le village est situé à 3 km à l'ouest de la ville de Hereford et près de la rive nord de la rivière Wye.
Lors du recensement de 2011, la population du village était de 193 habitants.